# Битва в парке Крюгера
Битва в Крюгер парке (англ. Battle at Kruger) — любительское видео, запечатлевшее противостояние стада африканских буйволов, прайда молодых львов и нильского крокодила в Крюгерском национальном парке в Южной Африке. После того, как оно было загружено на сервис YouTube 3 мая 2007 года, оно приобрело огромную популярность (более 66 млн просмотров) и выиграло приз Best Eyewitness Video на второй ежегодной церемонии вручения премий видеороликов YouTube. Этому видео были посвящены статья журнала Time от 25 июня 2007 года; эпизод передачи i-Caught на телеканале ABC и документальный фильм на канале National Geographic с комментариями специалистов.

## Предыстория
Во время сафари по африканской саванне американский турист Дэвид Будзински решил отснять на любительскую камеру отдыхающих неподалёку от водопоя молодых львов. Находясь в туристическом джипе вместе со своей женой и товарищем Джейсон Шлосберг, вооружённым фотоаппаратом, он стал случайным свидетелем драматического противостояния между африканскими буйволами, прайдом молодых львов и крокодилом за жизнь молодого телёнка буйвола. Съёмка происходила в 2004 году и спустя некоторое время видео в отредактированном варианте было загружено на сервис YouTube.

## Сюжет
Два крупных африканских буйвола и телёнок, идущие впереди основного стада, обходят кругом место для водопоя. Неподалёку от них находится прайд молодых львов. Львы замечают приближение буйволов, прижимаются к земле и занимают позиции, готовясь к атаке. Ничего не подозревающий буйвол, идущий впереди другого буйвола и телёнка, неспешно приближается по направлению к ним. Замедлив шаг, он некоторое время стоит в нерешительности, затем совершает ещё один шаг и неожиданно, увидев львов, разворачивается и бежит по направлению от них. Его примеру следуют другой буйвол и телёнок. Львы немедленно атакуют и выбирают объектом нападения молодого телёнка, которого в итоге один из львов случайно сталкивает в воду. Второй лев прыгает за ними, остальные львы цепляют телёнка с берега. Львы пытаются задушить телёнка, не вытаскивая его из воды. Телёнок переворачивается на спину и бьёт ногами по воде, чем привлекает внимание крокодила, который неожиданно атакует льва, находящегося наполовину в воде, заставляя того выбежать на берег. Затем этот, или, возможно, другой крокодил атакует уже телёнка и тянет его в воду за заднюю ногу, будучи слишком сильным для двоих львов, львы тем временем объединяются и в полном составе вытягивают его на берег вместе с крокодилом. Крокодил делает последнее усилие и теряет хватку, после чего уползает в воду. Львы в количестве 6 штук продолжают контролировать телёнка. Стадо буйволов начинает движение по направлению ко львам. Окружив их, они останавливаются в нерешительности. Наконец один из них (скорее всего самка) атакует и прогоняет одного из львов. Теленок издает мычание, давая понять, что он ещё жив. Затем тот же буйвол подкидывает ещё одного льва на рога, и тот убегает. Стадо преследует отступивших львов. В суматохе телёнок выбирается из лап хищников и прибивается к стаду. Буйволы разгоняют оставшихся львов и преследуют их некоторое время.

## Комментарии специалистов
Видео заслужило популярность не только за свой драматический эффект, но и за некоторые другие особенности, вызвавшие удивление и восторг специалистов по Африке. В частности, в документальном фильме канала National Geographic «Caught on Safari: Battle at Kruger»
специалисты говорили о нетипичном поведении как львов, так и буйволов, обусловленном во многом ходом событий. К примеру, буйволы по какой-то причине не почувствовали запах львов, находившихся рядом; одна из львиц, не раздумывая прыгнула в воду, что редкость; наконец, крокодил не стал покидать водоём, сражаясь за телёнка; буйволы не только вернулись, но и атаковали львов (высказывалось мнение, что это была самка). Удачный исход, по мнению специалистов, во многом определила цепь случайностей и неопытность молодых львов. Телёнку очень помогло отсутствие густой шерсти, что затрудняло задачу и львам, и крокодилу, так как они не могли сделать крепкий захват.